# Стинер, Карл
Карл Уэйд Стинер (англ. Carl Wade Stiner; 7 сентября 1936 — 2 июня 2022) — американский военный деятель, генерал в отставке армии США. Бывший командующий Командования специальных операций вооруженных сил США.

## Образование
- бакалавр Политехнического института штата Теннесси по специальности «Сельское хозяйство» (1958)
- Командно-штабной колледж армии США, Форт-Ливенуорт, Канзас (1967)
- магистр в области государственного управления колледжа Шиппенбурга (1975)
- Военный колледж Армии США, Карлайл, Пенсильвания (1975)

## Военная карьера
С мая 1958 по февраль 1960 г. командир взвода роты D в составе 2-й боевой группы 9-го пехотного полка 2-й пехотной дивизии, Форт-Беннинг, Джорджия. С февраля 1960 по октябрь 1961 г. — старший помощник командира роты А 1-й боевой группы 11-го пехотного полка 2-й пехотной дивизии.
С октября 1961 по апрель 1962 г. помощник начальника оперативного отдела 2-й боевой группы 7-й пехотной дивизии в Корее.
С мая 1963 по август 1964 г. служил в Центре учебной подготовки армии США в Форт-Джексон (Южная Каролина) старшим помощником командира 18-го батальона 5-го учебного полка (май — сентябрь 1963), командиром роты Е 5-го батальона (сентябрь 1963 — апрель 1964) и старшим помощником командира 2-го батальона (апрель — август 1964) в составе 1-й учебной бригады.
С августа 1964 по май 1966 г. служил в 3-й группе специального назначения армии США в Форт-Брэгг инструктором по противоповстанческим операциям роты А (август 1964 — октябрь 1965) и офицером по оперативным вопросам отряда С роты А (октябрь 1965 — май 1966).
С августа 1966 по июнь 1967 г. учащийся Командно-штабного колледжа армии США. Затем служил во Вьетнаме в составе 1-й бригады 4-й пехотной дивизии начальником оперативного отдела 3-го батальона 12-го пехотного полка (июнь 1967 — январь 1968) и бригады (январь — июль 1968).
С июля 1968 по февраль 1970 г. — офицер штаба по вопросам личного состава в отделении текущего анализа отдела анализа потенциальных возможностей аппарата заместителя начальника штаба армии США по вопросам личного состава. Затем в феврале 1970 — феврале 1972 г. помощника заместителя начальника секретариата общей части штаба (контроль действиями штаба) аппарата Министра армии США.
С февраля 1972 по июнь 1974 г. служил в 82-й воздушно-десантной дивизии старшим помощником командира 3-й бригады (февраль — июнь 1972), командиром 2-го батальона 325-го воздушно-десантного пехотного полка (июнь 1972 — июль 1973) и помощником начальника штаба по операциям (июль 1973 — июнь 1974). В августе 1974 — июне 1975 г. учащийся Военного колледжа Армии США.
В июле 1975 — июне 1977 г. помощник руководителя проекта по управлению подготовкой кадров для программы модернизации национальной гвардии Саудовской Аравии. В августе 1977 — марте 1979 г. — командир 1-й бригады повышенной индивидуальной подготовки пехотного учебного центра армии США в Форт-Беннинг. С августа 1979 по март 1980 г. — заместитель директора штаба армии (контроль действиями штаба) в аппарате начальника штаба армии США.
С марта 1980 по май 1982 г. — начальник штаба объединённых тактических сил быстрого развёртывания на авиабазе МакДилл, Флорида. Затем с июня 1982 по август 1983 г. являлся помощником командира 82-й воздушно-десантной дивизии по операциям. В августе 1983 — августе 1984 г. работал в Объединенном комитете начальников штабов помощником заместителя директора управления планирования и политики J-5 по военно-политическим вопросам. В этой должности, почти год проработал в Бейруте, во время гражданской войны в Ливане.
С августа 1984 по январь 1987 г. командовал Совместным командованием специальных операций. В октябре 1985 года руководил подразделениями спецназа США, участвовавшими в освобождении заложников захваченного палестинскими террористами итальянского круизного судна «Акилле Лауро»..
В январе 1987 г. назначен командующим 82-й воздушно-десантной дивизии, в октябре 1988 г. стал командующим XVIII воздушно-десантного корпуса. Одновременно, во время вторжения в Панаму, в декабре 1989 — январе 1990 г. командовал Южной объединённой тактической группой (англ. Joint Task Force South), являясь таким образом оперативным командующим всех сил, участвовавших в проведении данной операции.
19 апреля 1990 г. Стинер был представлен к званию генерала и должности командующего Командования специальных операций вооруженных сил США. 22 июня кандидатура Стинера была одобрена Сенатом США. Вступил в должность 27 июня 1990 г., в которой находился до 20 мая 1993 г.
На посту командующего Силами специальных операций США Стинер отвечал за их боевое использование во время Войны в Персидском заливе.
Генерал Стинер ушёл в отставку 30 мая 1993 года.

## Деятельность после отставки
После ухода из вооруженных сил генерал Стинер являлся председателем фонда помощи семьям воинов специальных операций (англ. Special Operations Warrior Foundation) и занимался преподавательской деятельностью в Штабном колледже объединённых сил и Университете национальной обороны.
В феврале 2002 года Стинер в соавторстве с Томом Клэнси опубликовал книгу «Воины тени: Внутри спецназа» (англ. Shadow Warriors: Inside the Special Forces).

## Присвоение воинских званий
- Второй лейтенант — 30 мая 1958
- Первый лейтенант — 30 ноября 1959
- Капитан — 25 октября 1962
- Майор — 13 декабря 1966
- Подполковник — 15 ноября 1971
- Полковник — 1 февраля 1976
- Бригадный генерал — 1 апреля 1980
- Генерал-майор — 1 июля 1985
- Генерал-лейтенант — 11 октября 1988
- Генерал — 1 июля 1990

## Награды и знаки отличия
- Медаль Министерства обороны «За выдающуюся службу» с двумя бронзовыми дубовыми листьями
- Медаль «За выдающиеся заслуги» (Армия США) с двумя бронзовыми дубовыми листьями
- Медаль «За отличную службу»
- Орден «Легион Почёта» с бронзовым дубовым листом
- Пурпурное сердце
- Медаль похвальной службы с двумя бронзовыми дубовыми листьями
- Воздушная медаль с тремя серебряными дубовыми листьями
- Похвальная медаль армии с тремя серебряными дубовыми листьями
- Медаль за службу национальной обороне со звездой за службу
- Экспедиционная медаль вооруженных сил со звездой за службу
- Медаль «За службу во Вьетнаме» с четырьмя звездами за службу
- Лента армейской службы
- Лента службы за границей
- Медаль вьетнамской кампании
- Кавалер Национального ордена Кедра (Ливан)
- Орден «За заслуги в национальной безопасности» 1-го класса (Южная Корея)
- Благодарность армейской воинской части от президента с бронзовым дубовым листом
- Награда за выдающееся единство части с двумя бронзовыми дубовыми листьями
- Благодарность президента Корейской республики
- Крест храбрости президента Вьетнама
- Благодарность президента Вьетнама за гражданские акции
- Знак боевого пехотинца
- Знак мастера-парашютиста
- Идентификационный нагрудный знак офицера Объединенного Комитета Начальников Штабов ВС США
- Идентификационный нагрудный знак офицера Штаба армии США
- Нарукавная нашивка рейнджера
- Нарукавная нашивка Сил специальных операций армии США